# Los Altos (Trung Mỹ)
Los Altos là một bang tổn tại ngắn ngủi ở Trung Mỹ và là một trong sáu xứ tạo nên Cộng hòa Liên bang Trung Mỹ. Sau khi liên bang này giải thể, Los Altos là một nước cộng hòa độc lập trước khi bị Guatemala thôn tính.
Los Altos nguyên thủy là một đơn vị hành chánh ở miền tây Guatemala. Ngày 2 tháng 2 năm 1838 giới trí thức địa phương nhóm họp ở Quetzaltenango và chính thức tuyên bố thành lập một tỉnh riêng. Xứ này được Quốc hội Liên bang công nhận ngày 5 tháng 6. Xứ Los Altos bao gồm các tỉnh Quetzaltenango, Totonicapán và Sololá của Guatemala ngày nay. Tháng Giêng năm 1840 quân đội Guatemala tái chiếm Los Altos và sáp nhập xứ này vào Guatemala..

## Lịch sử
Từ thời kỳ thuộc địa, khu vực miền tây Guatemala đã có khuynh hướng độc lập khỏi chính quyền trung ương. Đại biểu Quetzaltenango đã tâu với triều đình Tây Ban Nha nhân lần nhóm họp ở Cádiz (Cortes de Cádiz) muốn lập riêng đơn vị Los Altos. Sự việc này không thành vì phong trào độc lập ở Trung Mỹ lật đổ thể chế thuộc địa. Tuy nhiên ý hướng của dân Los Altos không mờ nhạt. Đế quốc Mexico (1821-23) lên thay thế Tây Ban Nha nhưng sau cũng đổ và dải Trung Mỹ sang tên cho Cộng hòa Liên bang Trung Mỹ; Los Altos tiếp tục đòi lập riêng một xứ, không phụ thuộc Guatemala. Tình hình trở nên có lợi cho Los Altos nhân khi các đại biểu lập hiến soạn bản hiến pháp mới, cho phép dân chúng lập lên những tỉnh mới, tách ra từ những quốc gia thành viên. Người khởi xướng vận động cho Los Altos là Francisco Morazán.
Ngày 2 tháng 2 Los Altos tuyên bố độc lập và được chính phủ liên bang công nhận ngày 5 tháng 6 năm 1838, tức là thành viên thứ sáu trong Liên bang Trung Mỹ. Lá cờ của Los Altos dựa trên cờ của Liên bang nhưng có khác biệt là thêm quốc huy vẽ hình núi lửa ở phía sau và chim Pharomachrus mocinno (biểu tượng tự do) ở phía trước.
Khi Liên bang tan vỡ và cả dải Trung Mỹ rơi vào cuộc nội chiến thì Los Altos tuyên bố độc lập với thể chế cộng hòa. Chính phủ Guatemala do Rafael Carrera chỉ huy liền kéo quân vào tái chiếm Los Altos năm 1840. Ngày 2 tháng 4 năm 1840 Carrera hạ lệnh xử bắn số lớn viên chức của Los Altos.
Những năm sau đó: 1844, 1848 và 1849 dân Los Altos nổi lên chống lại chính quyền độc tài của Carrera nhưng đều thất bại.
Ngày nay Los Altos được coi là đồng nghĩa với tỉnh Quetzaltenango.